# Unibet Hokiliiga
Az Unibet Hokiliiga (röviden: UHL, másnéven Meistriliiga) Észtország legmagasabb szintű jégkorongbajnoksága. A bajnokságban a 2023-24-es szezonban 5 csapat játszott.

## Története
Az Unibet Hokiliiga jogelődje 1934-ben jött létre.

## Lebonyolítás

### Alapszakasz
Az alapszakaszban 6 csapat vesz rész, mindegyik 20 mérkőzést játszik, minden csapattal 2-2 meccset otthon és idegenben.

### Rájátszás
A rájátszásba a négy legtöbb pontot szerző csapat jut be. Az elődöntőkön és a döntőn három nyert meccsig játszanak a csapatok. Az elődöntők vesztes csapatai a harmadik helyért játszhatnak egy meccsig tartó fordulóban.
|  | Elődöntők | Elődöntők | Elődöntők |  |  | Döntő         | Döntő | Döntő |  |
|  |           |           |           |  |  |               |       |       |  |
|  |           |           |           |  |  |               |       |       |  |
|  |           |           |           |  |  |               |       |       |  |
|  |           |           |           |  |  |               |       |       |  |
|  |           |           |           |  |  |               |       |       |  |
|  |           |           |           |  |  |               |       |       |  |
|  |           |           |           |  |  |               |       |       |  |
|  |           |           |           |  |  |               |       |       |  |
|  |           |           |           |  |  |               |       |       |  |
|  |           |           |           |  |  | Bronzmérkőzés |       |       |  |
|  |           |           |           |  |  |               |       |       |  |
|  |           |           |           |  |  |               |       |       |  |
|  |           |           |           |  |  |               |       |       |  |
|  |           |           |           |  |  |               |       |       |  |
|  |           |           |           |  |  |               |       |       |  |

## Résztvevők

### Jelenlegi csapatok
| Csapat         | Város        | Jégcsarnok           | Férőhely | Alapítva |
| -------------- | ------------ | -------------------- | -------- | -------- |
| HC Everest     | Kohtla-Järve | Kohtla-Järve jäähall | 2 000    | 2012     |
| HC Panter      | Tallinn      | Haabersti jäähall    | 500      | 2001     |
| Narva PSK      | Narva        | Narva jäähall        | 1 300    | 1976     |
| Tartu Välk 494 | Tartu        | Astri Arena          | 600      | 1994     |
| Viru Sputnik   | Kohtla-Järve | Kohtla-Järve jäähall | 2 000    | 2003     |

### Korábbi csapatok
| Csapat     | Város   | Jégcsarnok          | Férőhely | Alapítva |
| ---------- | ------- | ------------------- | -------- | -------- |
| HC Vipers  | Tallinn | Tondiraba jäähall   | 7 700    | 2002     |
| HK Kurbads | Riga    | Kurbads Ledus Halle | 1 500    | 1996     |
| HC Tallinn | Tallinn | Haabersti jäähall   | 500      | 2016     |

## Bajnokok
- 1991: Narva Kreenholm II
- 1992: Narva Kreenholm
- 1993: Narva Kreenholm
- 1994: Narva Kreenholm
- 1995: Narva Kreenholm
- 1996: Narva Kreenholm
- 1997: Tartu Välk 494
- 1998: Narva Kreenholm
- 1999: Tartu Välk 494
- 2000: Tartu Välk 494
- 2001: Narva 2000
- 2002: Tartu Välk 494
- 2003: Tartu Välk 494
- 2004: HC Panter
- 2005: HK Stars
- 2006: HK Stars
- 2007: HK Stars
- 2008: Tartu Kalev-Välk
- 2009: HK Stars
- 2010: Kohtla-Järve Viru Sputnik
- 2011: Tartu Kalev-Välk
- 2012: Tartu Kalev-Välk
- 2013: Viiking Sport
- 2014: Viiking Sport
- 2015: Tartu Kalev-Välk
- 2016: Narva PSK
- 2017: Narva PSK
- 2018: HC Viking
- 2019: Tartu Välk 494
- 2020: Tartu Välk 494
- 2021: Tartu Välk 494
- 2022: Tartu Välk 494
- 2023: HK Kurbads
- 2024: Narva PSK
- 2025: Tartu Kalev-Välk